# Copa Macaya 1901
La Copa Macaya 1901, correspondiente a la temporada 1900-01 del fútbol catalán, fue el primer campeonato de fútbol celebrado en España, y el tercero en la península ibérica. Disputada por los principales clubes de fútbol de Cataluña, en diciembre de 1900, Alfonso Macaya, presidente del Hispania Athletic Club, ofreció un trofeo para ser disputado en formato de liga entre los diferentes clubes que se habían creado en España, aunque finalmente sólo participaron equipos catalanes, dadas las renuncias de las sociedades madrileñas y mallorquinas. Denominado oficialmente como Torneo del Hispania Athletic Club–Copa Alfonso Macaya fue la primera de tres ediciones disputadas.

## Historia
Los primeros clubs formados en Cataluña fueron: Palamós CF (1898), Català SC (1899), FC Barcelona (1899), Hispania AC (1900) y Soc. Española F (era el RCD Español,1900). En diciembre de 1900 D. Alfonso Macaya, presidente del Hispania AC, ofreció un "Trophy" para jugar un torneo en un formato de Liga con todos los clubs. Este torneo suele ser referido como el primer Campeonato de Cataluña, y fue el primer torneo jugado en España.
Finalmente, en la temporada 1903-04 se jugó un campeonato organizado de manera oficial por la Asociación de Fútbol de Cataluña, el Campeonato Regional de Cataluña, certamen que daba acceso a disputar el Campeonato de España de Copa. Este campeonato tuvo muchos problemas en los primeros años, pero progresivamente se consolidó y en la temporada 1917-18 era una auténtica liga de fútbol profesional. El campeonato desapareció en 1940, por la creciente importancia de la Liga Española.

## Desarrollo

### Clasificación
|    |  | Equipo                   | Pts | PJ | G | E | P | GF | GC | Dif | Notas   |
| -- |  | ------------------------ | --- | -- | - | - | - | -- | -- | --- | ------- |
| 1. |  | Hispania Athletic Club   | 11  | 6  | 5 | 1 | 0 | 37 | 2  | +35 | Campeón |
| 2. |  | Foot-ball Club Barcelona | 9   | 6  | 4 | 1 | 1 | 47 | 3  | +44 |         |
| 3. |  | Club Tarragona           | 2   | 6  | 1 | 0 | 5 | 0  | 28 | -28 |         |
| 4. |  | Sociedad Franco-Española | 2   | 6  | 1 | 0 | 5 | 0  | 51 | -51 |         |

Clasificación antes de la retirada de los equipos
| Pos. | Equipo                       | Pts. | PJ | G | E | P | GF | GC | Dif. | Clasificación |      | HIS  | FCB | ESP   | TAR   | SFE  | SAN |
| ---- | ---------------------------- | ---- | -- | - | - | - | -- | -- | ---- | ------------- | ---- | ---- | --- | ----- | ----- | ---- | --- |
| 1    | Hispania Athletic Club       | 15   | 8  | 7 | 1 | 0 | 39 | 2  | +37  | Campeón       |      | —    | 1–1 | 2–0   | 5–0   | 14–0 |     |
| 2    | Foot-ball Club Barcelona     | 13   | 8  | 6 | 1 | 1 | 51 | 4  | +47  |               |      | 1–2  | —   | 4–1   | (n/p) | 14–0 |     |
| 3    | Club Español                 | 6    | 8  | 3 | 0 | 5 | 6  | 6  | 0    |               | —    | —    | —   | —     | (n/p) |      |     |
| 4    | Club Tarragona               | 4    | 8  | 2 | 0 | 6 | 0  | 30 | −30  |               | 0–5  | 0–18 | 0–2 | —     | (n/p) |      |     |
| 5    | Sociedad Franco-Española     | 2    | 8  | 1 | 0 | 7 | 0  | 54 | −54  |               | 0–10 | 0–13 | 0–3 | (n/p) | —     |      |     |
| 6    | Sociedad Deportiva Santanach | 0    | 0  | 0 | 0 | 0 | 0  | 0  | 0    | Nota          |      |      |     |       |       |      | —   |

 Fuente: Diario Los Deportes
Criterios de clasificación: Puntos · Diferencia de goles · Goles a favor · Play-off

C Espanyol F (Barcelona, llamado Soc. Española F) y SD Santanach (Barcelona) se retiran. Nota: algunas veces, un equipo no se presentaba para jugar contra otro. El último toma los puntos, pero los goles no se suman en la tabla.
El Fútbol Club Barcelona, como protesta contra las decisiones injustas que se habían tomado contra él y el favoritismo mostrado por los organizadores hacia el Hispania, se retiró del torneo. El Espanyol se solidarizó con el club azulgrana y ambos abandonaron la competición el 21 de marzo de 1901. En aquel momento, el Barcelona figuraba en segundo lugar y el Espanyol era tercero. (otra fuente)

### Resultados
| 20 de enero de 1901 | F. C. Barcelona | 1 - 2 | Hispania A. C. |                  |                  |
| | Guirvan         |       |                | Árbitro(s): Ball | Árbitro(s): Ball |
| Barcelona: Reig, Terradas, Manchan, Blak, Maier, Valdés, J. Parsons, Freeman, Gamper, Guirvan, A. Witty. Hispània: Morris, Soler, Gold, Sanmartín, Soley, Ortiz, Lomba, Blak, Green, Leigh, Morris. |                 |       |                |                  |                  |

| 27 de enero de 1901 | F. C. Barcelona | 4 - 1 | Sociedad Española |                     |                     |
| | Gamper          |       |                   | Árbitro(s): Álvarez | Árbitro(s): Álvarez |
| Barcelona: Reig, Manchan, Guirvan, Valdés, Terradas, Maier, A. Witty, Freeman, Gamper, J. Parsons, Blak. S. Española: Balmes, Álvarez, Carril, Yáñez, Lizárraga, Munner, Montells, Ponz, Sánchez, Ruiz, Rodríguez. |                 |       |                   |                     |                     |

| 10 de febrero de 1901 | F. C. Barcelona               | 13 - 0 | Franco-Español |                  |                  |
| | Gamper · J. Parsons · Guirvan |        |                | Árbitro(s): King | Árbitro(s): King |
| Barcelona: Reig, Manchan, Blak, Maier, Valdés, Terradas, Stanley, J. Parsons, Gamper, Guirvan, A. Witty. Franco-Español: Deop, Solé, Bacil, Alcalá, Serra, González, Barroso, Rodríguez, Ruiz, Escardó, Álvarez. |                               |        |                |                  |                  |

| 17 de febrero de 1901 | Club Tarragona | 0 - 2 | Sociedad Española |  |  |
| |                |       | Sánchez · Bernat  |  |  |
| Jugadores de la Sociedad Española : Aballí, Alcalá, Álvarez, Aracil, Balmes, Bernat, Carril, Escardó, Galobardes, González, Lizárraga, Martino, Méndez, Miquel, Montells, Mora, Morell, Ponz, Robert, Roca, A. Rodríguez, J. Rodríguez, Ros, Ruiz, Sánchez, Solé |                |       |                   |  |  |

| 17 de marzo de 1901 | Club Tarragona                                          | 0 - 18 | F. C. Barcelona |                      |                      |
| | Gamper · Blak · J. Parsons · Witty · Terradas · Manchan |        |                 | Árbitro(s): Chaperon | Árbitro(s): Chaperon |
| Barcelona: Reig, Smart, Guirvan, Cabot, Terradas, Valdés, J. Parsons, A. Witty, Gamper, Blak, Manchan. Tarragona: Faro, Pallejá, Dalmau, Iborra, Tarín, Comaposada, Vasallo, Guasch, Andreu, Pons, Ríos, Ballarino. |                                                         |        |                 |                      |                      |

| 8 de abril de 1901 | F. C. Barcelona                    | 14 - 0 | Franco-Español |                      |                      |
| | Gamper · J. Parsons · Blak · Witty |        |                | Árbitro(s): Hamilton | Árbitro(s): Hamilton |
| Barcelona: Reig, Guirvan, Puelles, Wild, Terradas, Valdés, A. Witty, Parsons, Gamper, Blak, Manchan. Franco-Español: Deop, Solé, Bacil, Alcalá, Serra, González, Barroso, Rodríguez, Ruiz, Escardó, Álvarez. |                                    |        |                |                      |                      |

| 14 de abril de 1901 | F. C. Barcelona | 1 - 1 | Hispania A. C. |                     |                     |
| | Gamper          |       |                | Árbitro(s): Manchan | Árbitro(s): Manchan |
| Barcelona: Reig, Guirvan, Manchan, Wild, Terradas, Valdés, Blak, Llobet, Gamper, Witty, Parsons. Hispània: Morris, Hamilton, Gold, Ortiz, Sanmartín, Ríos, Morris, Lomba, Green, Leigh, Blak. |                 |       |                |                     |                     |